# Bolze
 (juillet 2016).
Pour les articles homonymes, voir Bolze.
Le bolze est un dialecte créole français et suisse allemand parlé principalement en basse ville de Fribourg, en Suisse. Ce terme désigne également une personne qui parle cette langue ou qui est originaire de ce quartier de la ville.

## Utilisation
La ville de Fribourg se situe à la limite de deux régions linguistiques suisses. Les agriculteurs singinois n'ayant aucune terre peuplent la basse ville (vieille ville située en contrebas) du XIXe siècle aux années 1940. Leurs enfants immigrés parlent alors allemand à la maison et un mélange de français et d'allemand dans la rue : le bolze,.
L'une des personnalités emblématiques de cette langue est le pilote automobile Joseph Siffert et de l'artiste Hubert Audriaz.
Jacques Fasel, meneur criminel de La bande à Fasel est surnommé Robin des Bolzes.

## Description
La langue peut être construite sur une matrice soit française soit allemande. Néanmoins, elle est très variable et les formes peuvent varier d'un individu à un autre.

### Comparaison de mots
| Bolze                  | Français                     | Fribourgeois                    | Allemand        | Singinois |
| ---------------------- | ---------------------------- | ------------------------------- | --------------- | --------- |
| apèdzer                | coller, ajouter, joindre     | apèdzi                          | kleben          |           |
| barboter               | voler                        | barbotâ (fr: dérober)           | klauen          |           |
| barjaquer              | baragouiner                  |                                 |                 |           |
| bletz                  | blessure                     |                                 | Verletzung      |           |
| bogner                 | regarder tristement          | bonyi                           |                 |           |
| bou                    | huée                         |                                 | buh             |           |
| bougiere               | bouger                       |                                 | bewegen         |           |
| bourillon              | nombril                      | bouriyõ                         | Bauchnabel      |           |
| boyu                   | gras, ayant de l'enbonpoint  |                                 |                 |           |
| brotzè                 | bidon, seille, seau          |                                 |                 |           |
| caissa                 | Caisse                       |                                 | Kasse           |           |
| clanquette             | sonnette                     | chenayèta                       | Klingel         |           |
| dépenaillé             | en cheni, en désordre        |                                 |                 |           |
| dzemotter              | se démener                   | dzèmotâ (fr: gêmer)             |                 |           |
| embryer                | s'élancer                    |                                 |                 |           |
| gläselè                | petit verre                  |                                 | Gläschen        | gläseli   |
| goguenots              | wc                           |                                 |                 |           |
| guguer                 | regarder                     | gugâ                            | gucken          | gugge     |
| katz                   | chat                         | tsa                             | Katze           |           |
| kayon                  | cochon                       | kayõ                            | Schwein         |           |
| koukelistoutz          | saut périlleux               |                                 |                 |           |
| kräker                 | escalader                    | krâkâ (fr: marcher peniblement) | klettern        |           |
| maillée, prendre une - | s'enivrer                    |                                 |                 |           |
| mariatzons             | amoureux                     | martshã                         |                 |           |
| melangsche             | mélangé                      | melandzo                        | gemischt        |           |
| mescolles              | moi                          |                                 | ich             | mi        |
| meuler                 | se plaindre                  | myôlèri                         | sich beschweren |           |
| miautzelée             | baiser prolongé              |                                 |                 |           |
| muttre                 | Mère                         |                                 | Mutter          |           |
| niolle                 | nuage                        | nyola                           | Wolke           |           |
| pantè                  | chemise                      | pãtiyon                         | Hemd            |           |
| patiniere              | patiner                      |                                 | skaten          |           |
| patinoira              | Patinoire                    |                                 | Eisbahn         |           |
| picousse               | congé                        |                                 |                 |           |
| piscina                | Piscine                      | pichina                         | Schwimmbad      |           |
| poutzer                | nettoyer                     | putsi                           | putzen          |           |
| Raba                   | Rabbin                       |                                 | Rabbiner        |           |
| raquette               | main                         | mã                              | Hand            |           |
| rathi                  | râteau                       | rathi                           |                 |           |
| reluquer               | regarder attentivement       | fikchâ                          | gucken          |           |
| sackelè                | sac                          | cha                             | Sack, Beutel    | Säckeli   |
| schlaguée              | fessée                       | fwètâyé                         | schlagen        |           |
| schluck                | gorgée                       | chlouk, golâ                    | Schluck         |           |
| schnabre               | tapage                       | boura                           |                 |           |
| schnaquer              | ramper                       |                                 |                 |           |
| sich trumpiere         | se tromper                   | che trõpâ                       | sich täuschen   |           |
| steck                  | bâton                        | tsavãtõ                         | Stock, Stab     |           |
| tontzelette            | petite femme                 |                                 |                 |           |
| tuffler                | crier                        | tuhlyâ (fr: peiner)             | schreien        |           |
| vattr                  | Père                         | chênya                          | Vater           |           |
| vigoutz                | en pleine forme              |                                 |                 |           |
| wägelè                 | petite charrette, petit char |                                 | Kleinwagen      | Wägeli    |
| wörm                   | Ver de terre                 |                                 | Wurm            |           |